# Cantó de Charmes
El cantó de Charmes és un cantó francès del departament dels Vosges, situat al districte d'Épinal. Té 26 municipis i el cap és Charmes.

## Municipis
- Avillers
- Avrainville
- Battexey
- Bettoncourt
- Bouxurulles
- Brantigny
- Chamagne
- Charmes
- Essegney
- Évaux-et-Ménil
- Florémont
- Gircourt-lès-Viéville
- Hergugney
- Langley
- Marainville-sur-Madon
- Pont-sur-Madon
- Portieux
- Rapey
- Rugney
- Savigny
- Socourt
- Ubexy
- Varmonzey
- Vincey
- Vomécourt-sur-Madon
- Xaronval

## Història
| Data d'elecció                           | Identitat          | Partit                    | Qualitat |
| ---------------------------------------- | ------------------ | ------------------------- | -------- |
| 1945-1973                                | Paul Legrand       | RGR, després RI           |          |
| 1973-1976                                | Marcel Gourmand    | UDR                       |          |
| 1976-                                    | Gilbert Didierjean | PS, després Divers droite |          |
| les dades anteriors no són pas conegudes |                    |                           |          |
|                                          |                    |                           |          |

## Demografia
| A partir de 1990: Població sense dobles comptes |